# Śniardwy
Śniardwy (tysk: Spirdingsee) er en sø i det masuriske sødistrikt i Ermland-Masurien, Polen.
Med et areal på 113,8 km², er Śniardwy den største sø i Polen. Den var også den største sø i Preussen, da Województwo warmińsko-mazurskie var under tysk styre. Den er 22,1 km lang og 13,4 km bred. Den maksimale dybde er 23 meter. Der er otte øer i Śniardwy-søen.

## Geografi
Śniardwy blev dannet da indlandsisen trak sig tilbage og skabte oversvømmelser af den is, der kælvede foran den vigende gletsjer. Blandt de otte øer er: Szeroki Ostrów, Czarci Ostrów, Wyspa Pajęcza, Wyspa Kaczor og andre. De omkringliggende bebyggelser omfatter Popielno, Głodowo, Niedźwiedzi Róg, Okartowo, Nowe Guty, Zdęgowo og Łuknajno.
Blandt de mange vige er to navngivet som separate søer: Warnołty og Seksty. Śniardwy er forbundet med med søerne: Tuchlin, Łuknajno, Mikołajskie, Roś, Białoławki og Tyrkło. Den er omgivet af et system af kanaler kendt som Kanały Mazurskie (Masuriske kanaler), med talrige sluser. Sammen udgør de det polske masuriske sødistrikt.